# Мігель Анхель Родрігес Ечеверрія
Мігель Анхель Родрігес Ечеверрія (ісп. Miguel Ángel Rodríguez Echeverría; нар. 24 грудня 1954) — костариканський економіст, правник, бізнесмен і політик, сороковий президент Коста-Рики. Був Генеральним секретарем Організації Американських держав (OAS) у 2004 році.

27 квітня 2011 року він був засуджений до 5 років тюремного ув'язнення за корупцію під час перебування на посту президента Коста-Рики. У грудні 2012 року апеляційний суд його реабілітував.

## Молоді роки
Народився 9 січня 1940 року в Сан-Хосе. В університеті Коста-Рики він здобув ступінь у галузі економіки (1962) та права (1963), впродовж певного часу працював там же доцентом економіки. Навчався в Університет Каліфорнії (Берклі) у Сполучених Штатах, де здобув ступінь доктора філософії та економіки (1966). Після здобуття вищої освіти повернувся до Коста-Рики, де очолив міністерство планування та став членом ради директорів костариканського Центрального банку за президентства Хосе Хоакіна Трехоса.
У 1970-их і 1980-их роках Родрігес поєднував наукову роботу як професор економіки в Університеті Коста-Рики та в Автономному університеті Центральної Америки з підприємницькою діяльністю в холдинзі рогатої худоби Grupo Ganadero Industrial, S. A.

## Політична кар'єра
Тричі балотувався на посаду президента. На виборах 1990 року він програв Рафаелю Анхелю Кальдерону. 1994 року на президентських виборах більшість голосів виборов Хосе Марія Фіґуерес. Зрештою на виборах 1998 року його обрали президентом Коста-Рики. Попри його досвід економіста й бізнесмена, його президентство зазвичай розцінюють як неефективне. Запропоновані реформи вільного ринку, включаючи план встановлення державної монополії на телекомунікації, розвалилися під тиском опозиції. За період його президентства було успішним перетворення пенсійної системи, а також надання у концесію приватній компанії головного порту на тихоокеанському узбережжі Кальдери.
Після виходу у відставку Родрігес працював консультантом у глобальних стратегіях М. Джонса та як запрошений лектор в Університеті імені Джорджа Вашингтона у Вашингтоні, округ Колумбія.

## Політичні погляди
Прихильник вільного підприємництва і проринкової політики, який схвалює ринкові реформи і залучення іноземних інвестицій.
Його також вважають соціальним консерватором. 1998 року Родрігес виступив проти одностатевих відносин.